# Olympische Sommerspiele 1992/Teilnehmer (Griechenland)
| Gelbes Symbol für Goldmedaillen mit stilisierten Olympischen Ringen | Graues Symbol für Silbermedaillen mit stilisierten Olympischen Ringen | Braundes Symbol für Bronzemedaillen mit stilisierten Olympischen Ringen |
| ------------------------------------------------------------------- | --------------------------------------------------------------------- | ----------------------------------------------------------------------- |
| 2                                                                   | —                                                                     | —                                                                       |

Griechenland nahm an den Olympischen Sommerspielen 1992 in Barcelona mit einer Delegation von 70 Athleten (56 Männer und 14 Frauen) teil. Fahnenträger bei der Eröffnungsfeier war der Hochspringer Lambros Papakostas.

## Medaillengewinner

### Gold
| Name             | Sportart       | Wettkampf                   |
| ---------------- | -------------- | --------------------------- |
| Pyrros Dimas     | Gewichtheben   | Männer, Leichtschwergewicht |
| Voula Patoulidou | Leichtathletik | Frauen, 100 Meter Hürden    |

## Teilnehmer nach Sportarten

### Boxen
- Georgios Stefanopoulos
Männer, Schwergewicht: 2. Runde

### Fechten
- Zisis Babanasis
Männer, Säbel, Einzel: 27. Platz

### Gewichtheben
- Pyrros Dimas
Männer, Leichtschwergewicht: Gold

- Panagiotis Drakopoulos
Männer, I. Schwergewicht: DNF

- Panagiotis Grammatikopoulos
Männer, Mittelgewicht: 25. Platz

- Valerios Leonidis
Männer, Federgewicht: 5. Platz

- Pavlos Saltsidis
Männer, II. Schwergewicht: 8. Platz

### Judo
- Maria Karagiannopoulou
Frauen, Halbleichtgewicht: 20. Platz

- Ilias Nikas
Männer, Halbschwergewicht: 21. Platz

### Leichtathletik
- Niki Bakogianni
Frauen, Hochsprung: 24. Platz in der Qualifikation

- Nikoletta Gavera
Frauen, Hochsprung: 33. Platz in der Qualifikation

- Athanasios Kalogiannis
Männer, 400 Meter Hürden: Vorrunde

- Konstandinos Koukodimos
Männer, Weitsprung: 6. Platz

- Kosmas Michalopoulos
Männer, Hochsprung: 33. Platz in der Qualifikation

- Christos Pallakis
Männer, Stabhochsprung: 23. Platz in der Qualifikation

- Lambros Papakostas
Männer, Hochsprung: 19. Platz in der Qualifikation

- Voula Patoulidou
Frauen, 100 Meter Hürden: Gold

- Sávvas Saritzoglou
Männer, Hammerwurf: 13. Platz in der Qualifikation

- Spyridon Vasdekis
Männer, Weitsprung: 16. Platz in der Qualifikation

- Anna Verouli
Frauen, Speerwurf: 21. Platz in der Qualifikation

### Moderner Fünfkampf
- Alexandros Nikolopoulos
Männer, Einzel: 31. Platz

### Radsport
- Georgios Portelanos
Männer, 4000 Meter Einerverfolgung: 18. Platz in der Qualifikation
Männer, Punktefahren: Vorrunde

### Rhythmische Sportgymnastik
- Maria Sansaridou
Frauen, Einzel: 11. Platz

- Areti Sinapidou
Frauen, Einzel: 14. Platz

### Ringen
- Konstantinos Arkoudeas
Männer, Federgewicht, griechisch-römisch: 9. Platz

- Georgios Athanasiadis
Männer, Leichtgewicht, Freistil: 3. Runde

- Petros Bourdoulis
Männer, Schwergewicht, Freistil: 2. Runde

- Iraklis Deskoulidis
Männer, Halbschwergewicht, Freistil: 9. Platz

- Iordanis Konstantinidis
Männer, Halbschwergewicht, griechisch-römisch: 3. Runde

- Georgios Moustopoulos
Männer, Federgewicht, Freistil: 3. Runde

- Leonidas Pappas
Männer, Mittelgewicht, griechisch-römisch: 2. Runde

- Panagiotis Poikilidis
Männer, Superschwergewicht, griechisch-römisch: 8. Platz

- Isaak Theodoridis
Männer, Bantamgewicht, griechisch-römisch: 2. Runde

- Petros Triantafyllidis
Männer, Weltergewicht, griechisch-römisch: 2. Runde

- Ioakeim Vasiliadis
Männer, Weltergewicht, Freistil: 9. Platz

### Rudern
- Konstantinos Kariotis
Männer, Einer: 11. Platz

- Tonia Svaier
Frauen, Einer: 7. Platz

### Schießen
- Dimitrios Baltas
Männer, Luftpistole: 35. Platz
Männer, Schnellfeuerpistole: 25. Platz
Männer, Freie Pistole: 37. Platz

- Agathi Kasoumi
Frauen, Luftpistole: 39. Platz
Frauen, Sportpistole: 11. Platz

- Ekaterini Kotroni
Frauen, Luftgewehr: 35. Platz

### Schwimmen
- Nikos Paleokrassas
Männer, 50 Meter Freistil: 26. Platz
Männer, 100 Meter Freistil: 53. Platz

- Nikos Steliou
Männer, 50 Meter Freistil: 28. Platz

### Segeln
- Nikos Kaklamanakis
Männer, Windsurfen: 9. Platz

- Armanto Ortolano
Männer, Finn-Dinghy: 9. Platz

- Andreas Kosmatopoulos & Athanasios Pachoumas
Männer, 470er: 17. Platz

- Dimitrios Boukis & Iakovos Kiseoglou
Star: 8. Platz

- Anastasios Boundouris, Dimitrios Deligiannis & Michail Mitakis
Soling: 20. Platz

### Synchronschwimmen
- Christina Thalassinidou
Frauen, Einzel: 6. Platz

### Tennis
- Anastasios Bavelas & Konstantinos Efraimoglou
Männer, Doppel: Achtelfinale

- Christina Papadaki
Frauen, Einzel: 1. Runde
Frauen, Doppel: 1. Runde

- Christina Zachariadou
Frauen, Doppel: 1. Runde

### Wasserball
- Männerturnier
10. Platz

- Kader
Dimitrios Bitsakos
Kyriakos Giannopoulos
Filippos Kaiafas
Theodoros Lorantos
Konstantinos Loudis
Georgios Mavrotas
Anastasios Papanastasiou
Evangelos Pateros
Vangelis Patras
Epaminondas Samartzidis
Dimitrios Seletopoulos
Nikolaos Venetopoulos
Gerasimos Voltyrakis

### Wasserspringen
- Eleni Stavridou
Frauen, Kunstspringen: 26. Platz in der Qualifikation